# Scotopteryx juncta
Scotopteryx juncta är en fjärilsart som beskrevs av Barend J. Lempke 1950. Scotopteryx juncta ingår i släktet backmätare, och familjen mätare. Inga underarter finns listade.